# Connie Kay
Connie Kay, celým jménem Conrad Henry Kirnon, (27. dubna 1927 – 30. listopadu 1994) byl americký jazzový bubeník. Pocházel ze státu New York, ale kariéru zahájil v Los Angeles, a to v polovině čtyřicátých let. Na bicí byl samoukem. V roce 1947 si zahrál na desce The Hunt nonetu Dextera Gordona a Wardella Graye. V letech 1949 až 1955 nahrával s kvintetem saxofonisty Lestera Younga. V padesátých letech hrál na různých R&B nahrávkách společnosti Atlantic Records. V roce 1955 nahradil Kennyho Clarkea v souboru Modern Jazz Quartet, v němž následně strávil téměř dvě desítky let. Během své kariéry spolupracoval s mnoha dalšími hudebníky, mezi něž patří například Coleman Hawkins, Cannonball Adderley, Lucky Thompson a Randy Weston. Také hrál na nahrávkách irského zpěváka Vana Morrisona. Zemřel na Manhattanu ve věku 67 let.